# Shakira (album)
Shakira è il decimo album in studio della cantautrice colombiana omonima, pubblicato il 21 marzo 2014 dalla Sony Latin e dalla RCA Records.

## Antefatti
Nel novembre 2011, Shakira rivelò di aver iniziato a lavorare sul suo nuovo album, lavoro che però proseguirà nel 2014. L'album era stato pensato per essere pubblicato nel 2012, ma, a causa della gravidanza della cantante, la pubblicazione dell'album fu posticipata. Durante la realizzazione dell'album, Shakira abbandonò la Epic Records, e firmò un nuovo contratto per la Roc Nation e successivamente per l'etichetta sorella della Epic, la RCA Records. Per la realizzazione di Shakira, la cantante si riunisce al produttore John Hill, che già in precedenza aveva lavorato su album e singoli di Shakira. Nella produzione dell'album, Hill è affiancato dai produttori Dr. Luke, Kid Harpoon, Nasri e dalla stessa Shakira. Per la composizione delle canzoni, Shakira collabora con Nasri, Steve Mac e Sia. Diversi artisti, tra cui Rihanna, i MAGIC! e Blake Shelton hanno prestato la loro voce come ospiti nell'album.

## Stile musicale
Musicalmente l'album rientra nel genere pop, ma con influenze reggae, dance, rock e folk.

## Accoglienza
Dopo la sua pubblicazione, Shakira è stato accolto con recensioni favorevoli da parte di molti critici musicali, che ne hanno lodato la qualità dei testi, mentre altri hanno disapprovato il tentativo di Shakira di "americanizzare il suo sound". La promozione dell'album è iniziata nel gennaio 2014, con l'uscita del primo singolo Can't Remember to Forget You, un duetto con l'artista barbadiana Rihanna. Il singolo ha raggiunto la posizione quindici nella US Billboard Hot 100 ed è entrato nella top ten in Spagna, Francia, Germania e Svizzera. La canzone Empire è stata pubblicata come secondo singolo negli Stati Uniti, mentre Dare (La La La) è stata scelta come terzo singolo internazionale, insieme alla sua versione La La La (Brazil 2014), per i mondiali in Brasile.

## Tracce
Edizione standard (versione fisica)
1. Can't Remember to Forget You (feat. Rihanna) – 3:26 (John Hill, Tom Hull, Daniel Alexander, Erik Hassle, Shakira, Robyn Fenty)
2. Empire – 3:59 (Steve Mac, Ina Wroldsen)
3. You Don't Care About Me – 3:41 (Nasri Atweh, Adam Messinger, Chantal Kreviazuk)
4. Dare (La La La) – 3:06 (Shakira, Jay Singh, Lukasz Gottwald, Mathieu Jomphe-Lepine, Max Martin, Henry Walter, Raelene Arreguin, John J. Conte Jr.)
5. Cut Me Deep (feat. MAGIC!) – 3:15 (Adam Messinger, Nasri Atweh, Mark Pellizzer, Alex Tanas, Ben Spivak, Shakira)
6. 23 – 3:59 (Shakira, Luis Fernando Ochoa)
7. The One Thing – 3:12 (Shakira, Nasri Atweh)
8. Medicine (feat. Blake Shelton) – 3:18 (Shakira, Hillary Lindsey, Mark Bright)
9. Spotlight – 3:23 (Shakira, Hillary Lindsey, Mark Bright)
10. Broken Record – 3:14 (Shakira, Busbee)
11. Nunca me acuerdo de olvidarte – 3:26 (Shakira, Jorge Drexler, John Hill, Tom Hull, Daniel Alexander, Erik Hassle)
12. Loca por ti – 3:41 (Shakira, Josep Bellavista, Carlos Hernandez, Juan Clapera, Alberto Herrera)

Edizione standard (versione digitale)
1. Dare (La La La) – 3:06 (Shakira, Jay Singh, Lukasz Gottwald, Mathieu Jomphe-Lepine, Max Martin, Henry Walter, Raelene Arreguin, John J. Conte Jr.)
2. Can't Remember to Forget You (feat. Rihanna) – 3:26 (John Hill, Tom Hull, Daniel Alexander, Erik Hassle, Shakira, Robyn Fenty)
3. Empire – 3:59 (Steve Mac, Ina Wroldsen)
4. You Don't Care About Me – 3:41 (Nasri Atweh, Adam Messinger, Chantal Kreviazuk)
5. Cut Me Deep (feat. MAGIC!) – 3:15 (Adam Messinger, Nasri Atweh, Mark Pellizzer, Alex Tanas, Ben Spivak, Shakira)
6. Spotlight – 3:23 (Shakira, Hillary Lindsey, Mark Bright)
7. Broken Record – 3:14 (Shakira, Busbee)
8. Medicine (feat. Blake Shelton) – 3:18 (Shakira, Hillary Lindsey, Mark Bright)
9. 23 – 3:59 (Shakira, Luis Fernando Ochoa)
10. The One Thing – 3:12 (Shakira, Nasri Atweh)
11. Nunca me acuerdo de olvidarte – 3:26 (Shakira, Jorge Drexler, John Hill, Tom Hull, Daniel Alexander, Erik Hassle)
12. Loca por ti – 3:41 (Shakira, Josep Bellavista, Carlos Hernandez, Juan Clapera, Alberto Herrera)

Tracce bonus nell'edizione deluxe
1. La La La – 3:06 (Shakira, Jay Singh, Lukasz Gottwald, Mathieu Jomphe-Lepine, Max Martin, Henry Walter, Raelene Arreguin, John J. Conte Jr.)
2. Chasing Shadows – 3:31 (Sia Furler, Fernando Garibay, Greg Kurstin)
3. That Way – 3:08 (Shakira, Olivia Waithe, Roy Battle)

Tracce bonus nelle edizioni deluxe tedesca e svizzera
1. La La La (Brazil 2014) (feat. Carlinhos Brown) – 3:17 (Shakira, Jay Singh, Lukasz Gottwald, Mathieu Jomphe-Lepine, Max Martin, Henry Walter, Raelene Arreguin, John J. Conte Jr.)
2. Chasing Shadows – 3:31 (Sia Furler, Fernando Garibay, Greg Kurstin)
3. That Way – 3:08 (Shakira, Olivia Waithe, Roy Battle)

Edizione deluxe in America Latina e in Spagna
1. Nunca me acuerdo de olvidarte – 3:26 (Shakira, Jorge Drexler, John Hill, Tom Hull, Daniel Alexander, Erik Hassle)
2. Empire – 3:59 (Steve Mac, Ina Wroldsen)
3. You Don't Care About Me – 3:41 (Nasri Atweh, Adam Messinger, Chantal Kreviazuk)
4. La La La – 3:06 (Shakira, Jay Singh, Lukasz Gottwald, Mathieu Jomphe-Lepine, Max Martin, Henry Walter, Raelene Arreguin, John J. Conte Jr.)
5. Cut Me Deep (feat. MAGIC!) – 3:15 (Adam Messinger, Nasri Atweh, Mark Pellizzer, Alex Tanas, Ben Spivak, Shakira)
6. 23 – 3:59 (Shakira, Luis Fernando Ochoa)
7. The One Thing – 3:12 (Shakira, Nasri Atweh)
8. Medicine (feat. Blake Shelton) – 3:18 (Shakira, Hillary Lindsey, Mark Bright)
9. Loca por ti – 3:41 (Shakira, Josep Bellavista, Carlos Hernandez, Juan Clapera, Alberto Herrera)
10. Spotlight – 3:23 (Shakira, Hillary Lindsey, Mark Bright)
11. Broken Record – 3:14 (Shakira, Busbee)
12. Boig per tu – 3:44 (Shakira, Josep Bellavista, Carlos Hernandez, Juan Clapera, Alberto Herrera)
13. La La La (Brazil 2014) (feat. Carlinhos Brown) – 3:17 (Shakira, Jay Singh, Lukasz Gottwald, Mathieu Jomphe-Lepine, Max Martin, Henry Walter, Raelene Arreguin, John J. Conte Jr.)
14. Chasing Shadows – 3:31 (Sia Furler, Fernando Garibay, Greg Kurstin)
15. Can't Remember to Forget You (feat. Rihanna) – 3:26 (John Hill, Tom Hull, Daniel Alexander, Erik Hassle, Shakira, Robyn Fenty)

## Formazione
- Shakira – voce, cajón
- Ben Spivak – basso
- Luis Fernando Ochoa – basso, chitarra
- Busbee – basso, chitarra acustica
- Billboard – basso, percussioni, tastiere
- John Hill – basso, batteria, chitarra, tastiere
- Greg Kurstin – basso, batteria, chitarra, tastiere
- Dr. Luke – basso, batteria, chitarra, chitarra acustica, chitarra elettrica, percussioni, sintetizzatore, tastiere, cori
- Anye Bao – batteria
- Victor Indrizzo – batteria
- Aaron Sterling – batteria
- Alex Tanas – batteria
- J2 – batteria
- Kid Harpoon – batteria, chitarra, tastiere
- Cirkut – batteria, percussioni, tastiere, cori
- Derek Wells – banjo, chitarra acustica, chitarra elettrica, mandolino
- Dave Clauss – chitarra
- Paul Gendler – chitarra
- Mark Pellizzer – chitarra
- Pablo Uribe Trujillo – chitarra, mandolino
- David Levita – chitarra, chitarra acustica, chitarra elettrica
- Adam Messinger – chitarra, organo, percussioni, tastiere, cori
- Federico Lorusso – pianoforte
- David Cardenas Vasquez – tastiere
- Mateo Camargo – tastiere
- The Hossam Ramzy String Orchestra – archi
- Alejandro Serrano – filicorno, tromba
- Nasri – cori
- Chantal Kreviazuk – cori
- Ina Wroldsen – cori

## Classifiche
| Classifica (2014) | Posizione massima |
| ----------------- | ----------------- |
| Australia         | 8                 |
| Austria           | 3                 |
| Belgio (Fiandre)  | 11                |
| Belgio (Vallonia) | 11                |
| Canada            | 3                 |
| Danimarca         | 18                |
| Finlandia         | 7                 |
| Francia           | 6                 |
| Germania          | 5                 |
| Grecia            | 1                 |
| Irlanda           | 10                |
| Italia            | 3                 |
| Norvegia          | 10                |
| Nuova Zelanda     | 17                |
| Paesi Bassi       | 15                |
| Portogallo        | 6                 |
| Regno Unito       | 14                |
| Spagna            | 2                 |
| Stati Uniti       | 2                 |
| Svezia            | 14                |
| Svizzera          | 2                 |